# Fremont (Kalifornien)
Fremont [ˈfriːmɒnt] ist eine Stadt im Alameda County im Bundesstaat Kalifornien der Vereinigten Staaten.
Die Stadt befindet sich im Südosten der Bucht von San Francisco zwischen San José und Oakland. Sie wurde benannt nach John Charles Frémont, einem US-amerikanischen Entdecker und Politiker.
Die Stadt wurde am 23. Januar 1956 durch die Zusammenlegung der Gemeinden Mission San Jose, Irvington, Niles, Centerville und Warm Springs gegründet.
Fremont hat 230.504 Einwohner (2020) und gehört zur Metropolregion von San Francisco mit ca. 4,7 Millionen Einwohnern.

## Geschichte
Die überlieferte Geschichte beginnt 1797 mit der Gründung der Mission San Jose nahe einem Dorf der Ohlone.

## Wirtschaft
Fremont ist Teil des Silicon Valley und unter anderem Hauptsitz von Lam Research, Silicon Graphics International, S3 Graphics, Synnex, Tesla, Inc. und Volterra Semiconductor. Das ehemalige Fahrzeugwerk von NUMMI befindet sich ebenfalls in Fremont. Es wird inzwischen von Tesla Motors genutzt und gehört zu den zehn größten Fabriken der Welt.

### Wichtigste Arbeitgeber
Laut dem jährlichen Finanzbericht der Stadt Fremont von 2022 sind die Hauptarbeitgeber der Stadt:
| Platz | Arbeitgeber                     | Zahl der Arbeitnehmer |
| ----- | ------------------------------- | --------------------- |
| 1     | Tesla, Inc.                     | 22,000                |
| 2     | Lam Research                    | 3,000                 |
| 3     | Washington Hospital             | 2,400                 |
| 4     | Kaiser Permanente               | 1,600                 |
| 5     | Synnex                          | 1,350                 |
| 6     | Western Digital                 | 1,100                 |
| 7     | City of Fremont                 | 1,000                 |
| 8     | Fremont Unified School District | 800                   |
| 9     | Boehringer Ingelheim            | 800                   |
| 10    | Sutter Health                   | 775                   |

## Verkehr
Fremont wird durch die Interstate 680 (Nimitz Freeway) und die Interstate 880 (Sinclair Freeway) erschlossen. Außerdem ist es an das Nahverkehrssystem BART angeschlossen.

## Sehenswürdigkeiten
- Mission San Jose de Guadalupe (erbaut 1809)
- Museum at Coyote Hills, ein naturhistorisches Museum
- Niles Canyon Railway, eine landschaftlich reizvolle Bahnstrecke
- Coyote Hills Regional Park, Naturschutzgebiet bzw. -park
- Ein winziges älteres Stadtzentrum am Niles Boulevard im Niles District

## Söhne und Töchter der Stadt
- Adolf T. Schneider (* 1961), Unternehmer, Reservestabsoffizier und Heimatforscher
- Kristi Yamaguchi (* 1971), Eiskunstläuferin
- Len Wiseman (* 1973), Regisseur
- Steven Joseph Lopes (* 1975), katholischer Bischof
- Pat Tillman (1976–2004), Footballspieler und Soldat
- Ryan Sinn (* 1979), Bassist
- Sean Wang (* 1994 oder 1995), US-amerikanisch-taiwanischer Filmregisseur, -produzent und -editor
- Ariel Hsing (* 1995), Tischtennisspielerin
- Hilda Huang (* 1996), Pianistin

## Partnerstädte
Fremont ist Partnerstadt der folgenden Städte:
| Stadt          | Region    | Land        |
| -------------- | --------- | ----------- |
| Puerto Peñasco | Sonora    | Mexiko      |
| Fukaya         | Saitama   | Japan       |
| Horta          | Azoren    | Portugal    |
| Lipa City      | Batangas  | Philippinen |
| Jaipur         | Rajasthan | Indien      |

### Ehemalige Partnerstädte
- Elizabeth, Australien